# Valle Buena Vista
El valle Buena Vista (en inglés: Buena Vista Valley)  es un valle de aproximadamente 40 millas (64 kilómetros) de largo situado al centro-este del condado de Pershing, en la parte septentrional del estado de Nevada al oeste de Estados Unidos. Unionville una localidad de Nevada se encuentra en su parte noroeste, en las estribaciones de la cordillera de Humboldt. El valle contiene los cerca de 18 millas (29 kilómetros) de largo del Buena Vista Lake Bed, un lecho del lago en forma de medialuna adyacente al perímetro sureste de la cordillera de Humboldt (Humboldt Range).